# Давід Нільсен
Девід Нільсен (дан. David Nielsen, нар. 1 грудня 1976, Скаген) — данський футболіст конголезького походження, що грав на позиції нападника. По завершенні ігрової кар'єри — тренер. З 2023 року очолює тренерський штаб команди «Кіфісія».
Виступав, зокрема, за клуб «Копенгаген», з яким став володарем Кубка Данії, а також молодіжну збірну Данії.

## Клубна кар'єра
Народився 1 грудня 1976 року в місті Скаген. Вихованець юнацьких команд футбольних клубів «Скаген» та «Фредріксгавн».
У дорослому футболі дебютував 1993 року виступами за команду «Оденсе», в якій провів три сезони, взявши участь у 9 матчах чемпіонату. У січні 1996 року його віддали в оренду у «Люнгбю», за який він забив 10 голів у 13 матчах.
Влітку 1996 року Нільсен перейшов у німецьку «Фортуну» (Дюссельдорф), де він провів 13 ігор у першій половині сезону 1996/97, забивши один гол проти «Вердера». Він не досяг успіху в клубі, і після півроку в Німеччині повернувся до Данії, щоб грати за «Копенгаген» у лютому 1997 року за 600 000 німецьких марок. Він провів у цьому клубі три з половиною роки і виграв Кубок Данії 1997 року. Більшість часу, проведеного у складі «Копенгагена», був основним гравцем атакувальної ланки команди і одним з головних бомбардирів команди, маючи середню результативність на рівні 0,33 гола за гру першості. Він був найкращим бомбардиром клубу в 1998, 1999 і 2000 роках і був обраний найкращим гравцем року «Копенгагена» 1999 року.
У жовтні 2000 року його віддали в оренду англійському клубу «Грімсбі Таун» у другому дивізіоні англійського футболу. Коли його оренда завершилася в березні 2001 року, Нільсен перейшов до іншого англійського клубу «Вімблдон» на правах вільного агента. Він приєднався до «Норвіч Сіті» на правах оренди в грудні 2001 року і забив п’ять голів у п’яти іграх під час оренди, в тому числі один проти свого колишнього клубу, що спонукало менеджера «Норвіча» Найджела Вортінгтона заплатити 210 000 фунтів стерлінгів «Вімблдону», щоб придбати гравця на постійній основі. Граючи за «Норвіч Сіті», він був членом команди, яка дійшла до фіналу плей-оф Першого дивізіону в травні 2002 року. Однак він не зміг зберегти свій початковий вражаючий показник результативності і покинув клуб за власним бажанням, щоб повернутися до Данії в серпні 2003 року.
Він підписав контракт з клубом Суперліги «Ольборг», де він знову відновив свою результативність. Втім після конфлікту на тренувальному майданчику з одноклубником Алланом Гаарде в лютому 2005 року Нільсен був звільнений клубом. За кілька днів його підписав інший місцевий клуб «Мідтьюлланд» замість єгипетського нападника Мохамеда Зідана. 
У травні 2006 року Нільсен знову переїхав за кордон, щоб грати за норвезький клуб «Старт» (Крістіансанн). Він одразу став основним нападником, забивши сім голів у 21 матчі, але покинув клуб під час правління тренера Стіга Інге Бйорнебю. 
20 липня 2007 року він підписав трирічний контракт із командою датської Суперліги «Оденсе», але вже 26 березня наступного року він перейшов в оренду в норвезький клуб  «Стремсгодсет» до кінця 2008 року.
У січні 2009 року Нільсен перейшов у норвезький «Бранн» в обмін на гамбійця Ньогу Демба-Нюрена, який поїхав до Данії. У новій команді провів наступні два роки.
Завершив ігрову кар'єру у нижчоліговому норвезькому клубі «Филлінген», де у першій половині 2011 року був граючим тренером.

## Виступи за збірні
1992 року дебютував у складі юнацької збірної Данії (U-16), загалом на юнацькому рівні взяв участь у 43 іграх, відзначившись 30 забитими голами.
Протягом 1996—1997 років залучався до складу молодіжної збірної Данії. На молодіжному рівні зіграв у 4 офіційних матчах, забив 3 голи.

## Кар'єра тренера
27 травня 2011 року Нільсен був призначений помічником головного тренера «Лев-Гама». Пізніше того ж літа він був призначений головним тренером клубу «Нест-Сотра». Врятувавши клуб від вильоту з 2-го дивізіону в 2011 році, він привів клуб до 4-го місця в 2012 році та піднявся з ним до 1-го дивізіону в 2013 році.
11 листопада 2013 року він був призначений помічником головного тренера «Стремсгодсета». Лише через сім місяців його призначили головним тренером, коли Ронні Дейла покинув посаді і пішов у «Селтік». 26 травня 2015 року «Стремсгодсет» оголосив, що Нільсен залишив посаду тренера за взаємною згодою з клубом.
17 червня 2015 року Нільсен підписав трирічний контракт з данським клубом Суперліги «Люнгбю», де провів два роки.
30 вересня 2017 року він підписав трирічний контракт з іншою данською командою «Орхус»  У травні 2022 року Нільсен покинув клуб за взаємною згодою сторін. 
8 грудня 2023 року Нільсен підписав контракт із новачком грецької Суперліги «Кіфісія» на решту сезону.

## Титули і досягнення

### Як гравця
- Володар Кубка Данії (1):

«Копенгаген»: 1996/97

### Як тренера
- Переможець Першого дивізіону Данії (1):

«Люнгбю»: 2015/16

### Особисті
- Гравець року «Копенгагена»: 1999